# Muhammad ibn al-Mahruq
Muhammad ibn al-Mahruq (in arabo محمد بن المحروق‎?; ... – Granada, 1328) fu un ministro attivo presso la corte del sultanato di Granada.
Ricoprì in vita il ruolo di wakil, ovvero del sovrintendente delle finanze reali, sotto Ismaʿil I (al potere dal 1314 al 1325). Conservò la propria carica in occasione dell'ascesa di Muhammad IV, e qualche mese dopo fu elevato alla carica di visir, rimpiazzando il testé defunto Abu al-Hasan ibn Mas'ud. A partire dal tardo 1326, Ibn al-Mahruq fu coinvolto nella guerra civile che imperversò nel sultanato contro Uthman ibn Abi al-Ula, pretendente al trono. Il 6 novembre del 1328, al termine del conflitto, Muhammad IV ordinò l'assassinio di Ibn al-Mahruq durante un incontro intrattenuto con la nonna del sultano, Fatima bint al-Ahmar.